# Christophe Gbenye
Christophe Gbenye (né vers 1927 et mort le 3 février 2015) est un homme politique congolais. Il a été syndicaliste et ministre du gouvernement Lumumba, puis est devenu, avec Gaston Soumialot, le chef de la Rébellion Simba, dans l'est de la république démocratique du Congo durant la crise congolaise, entre 1964 et 1965.

## Biographie
Christophe Gbenye est né vers 1927 dans la forêt, dans le district du Bas-Uélé, dans l'ancien Congo belge. Il appartient à la tribu des Mbua. On connaît peu de choses sur ses années de formation. Il a été employé dans le département des finances municipales de Stanleyville. Entré dans le mouvement syndical, il est devenu vice-président de la branche congolaise de la Fédération générale du travail de Belgique, branche qui devient en 1951 la Confédération syndicale du Congo.

## Carrière politique
En 1959, il devient premier bourgmestre adjoint de Stanleyville. Il rejoint le Mouvement National Congolais (MNC-L) de Patrice Lumumba vers la fin des années 1950 et devient un des principaux dirigeants de ce parti en 1959. En juin 1960, Lumumba le nomme ministre de l'intérieur dans le premier parlement du Congo indépendant, mais en septembre, le président Joseph Kasa-Vubu révoque Lumumba de son poste de premier ministre ainsi que Gbenye. Celui-ci se retire à Stanleyville, où il possède de nombreux appuis politiques. L'arrestation subséquente de Lumumba et son assassinat en janvier 1961 ont profondément affecté Gbenye, même s'il a brièvement retrouvé son poste de ministre de l'intérieur dans le gouvernement de coalition de Cyrille Adoula. Il remplace alors Lumumba à la présidence du MNC-L. Toutefois, la CIA, qui avait facilité l'ascension d'Adoula, considérait Gbenye comme un risque politique, si bien qu'Adoula démet Gbenye en 1963, en invoquant la rivalité de ce dernier avec Victor Nendaka Bika, chef du Service de renseignement. Gbenye retourne alors brièvement dans l'est du Congo, qui était tombé sous le contrôle de la rébellion République libre du Congo, dirigée par Antoine Gizenga.
En septembre 1963, Gbenye s'installe à Brazzaville, capitale de la République du Congo voisine de Kinshasa. Le 3 octobre 1963, Gbenye, Bocheley Davidson, Gaston Soumialot, et quelques autres dissidents fondent leur organisation révolutionnaire Comité National de Libération,. Le groupe demande à l'URSS de leur fournir de l'aide en équipement — postes émetteurs de radio, magnétophones, appareils photo miniature et machines à photocopier, ainsi que des revolvers de poche — et en entraînement à la guérilla. 
En 1964, sous la direction de Gbenye, Pierre Mulele et Soumialot, une grande partie de l'est du Congo était sous le contrôle de la rébellion Simba, dont les troupes étaient constituées de jeunes combattants  qui se désignaient comme des simbas, mot swahili signifiant «lions». Gbenye s'autoproclame président de l’État rebelle qu'il nomme République populaire du Congo et dont le siège est à Stanleyville. Les rebelles prennent en otages plusieurs centaines de Belges et d'Américains qu'ils enferment dans l'hôtel Victoria Comme les négociations n'aboutissaient pas, la Belgique lance l'Opération Dragon rouge en liaison avec les États-Unis, qui fournissent les avions de transport pour le parachutage des troupes le 24 novembre. Gbenye réussit « miraculeusement » à s'échapper en sautant dans le fleuve et s'enfuit en Ouganda, où il vivra en exil jusqu'en 1971. Il aurait obtenu de l'aide militaire de la part du président Idi Amin Dada en échange d'or.

Après la loi d'amnistie de 1971, il rentre au Congo. En 1990, il tente un retour sur la scène politique, en recréant le Mouvement lumumbiste congolais (MNC), mais sans grand succès. En 2010, lors du cinquantième anniversaire de l'indépendance, Gbenye n'a pas été invité aux cérémonies. Au journaliste qui le rencontre, il déclare : 

« Non, notre idéal de justice sociale ne s'est pas réalisé. Au Congo, les gouvernants peuvent voler de façon illimitée. Mais je comprends ma situation. Je vis maintenant dans la pauvreté parce que je n'ai pas volé [...] Je n'en veux pas aux Belges. Je serais heureux aujourd'hui de serrer la main du roi des Belges. Les Belges nous ont aidés, nous les Congolais, à devenir ce que nous sommes et ont fait beaucoup pour nous. »

Le 3 février 2015, Christophe Gbenye s'éteint à Kinshasa.